# Al Dreares
Al Dreares (* 4. ledna 1929, Key West) je americký jazzový bubeník. V dětství se přátelil s trumpetistou Fats Navarrem. Jeho otec hrál na trubku a on sám studoval hudbu na konzervatoři v New Yorku. Svou kariéru zahájil počátkem padesátých let; v letech 1953 až 1954 hrál se saxofonistou Paulem Williamsem a v pozdějších letech hrál s mnoha dalšími hudebníky, mezi které patří například Bennie Green, Dizzy Gillespie, Freddie Redd, Mal Waldron nebo Freddie McCoy.